# Martín Rodríguez (futebolista uruguaio)
Martín Sebastián Rodríguez Prantl (Montevidéu, 20 de setembro de 1989) é um futebolista uruguaio que atua como goleiro.[carece de fontes?] Atualmente, está no Guaraní.

## Carreira
Iniciou sua carreira profissional no Montevideo Wanderers, no ano de 2009, clube do qual ele fez parte nas categorias de base, desde os 11 anos de idade. Ainda em 2009, foi convocado pela Seleção Uruguaia Sub-20, atuando em 10 partidas. Também teve uma breve passagem na seleção de seu país na categoria Sub-23.

### Vitória
Foi contratado pelo clube baiano no meio da temporada de 2019, numa tentativa de solucionar um dos principais problemas da equipe que era o gol. Seu contrato ia até dezembro de 2020, mas deixou o clube antes do término da Série B.

### Operário
Após deixar o Vitória, em outubro de 2020, Martín foi contratado pelo Operário para disputar as últimas partidas do Campeonato Brasileiro da Série B. Ele jogou apenas 9 jogos e não teve o seu contrato renovado, jogando sua última partida contra a equipe da Chapecoense.